# Frank Schaefer
Frank Schaefer (* 26. Oktober 1963 in Köln) ist ein deutscher Fußballtrainer und Ausbilder.

## Karriere
Frank Schaefer spielte ab seinem zehnten Lebensjahr trotz seiner geringen Körpergröße als Torwart in den Nachwuchsmannschaften des 1. FC Köln, musste seine aktive Karriere jedoch noch in der Jugend aufgrund einer Verletzung beenden. Er arbeitete seit 1982 als Nachwuchstrainer für den Verein, ehe er 1997 die U-19 von Bayer 04 Leverkusen übernahm. Der Diplom-Sportlehrer kehrte im Sommer 2003 zum 1. FC Köln zurück, für den er zunächst als U-19-Trainer, im November 2006 als Co-Trainer der ersten Mannschaft und ab 2007 als Cheftrainer der U-23 tätig war.
Nach der Beurlaubung von Zvonimir Soldo am 24. Oktober 2010 wurde Schaefer dessen Nachfolger als Cheftrainer des 1. FC Köln. Unter seiner Leitung gewannen die Geißböcke sieben Heimspiele hintereinander, was zuvor nur unter Hennes Weisweiler gelungen war.
Am 19. April 2011 gab Schaefer bekannt, dass er von seinem Posten als Cheftrainer zum Saisonende zurücktreten werde. Die Gründe für seinen Rücktritt siedelte er im persönlichen Bereich an. Dieser Entscheidung vorausgegangen war eine Debatte in den Medien über eine Äußerung von Sportdirektor Volker Finke, der Schaefers engagiertes Eintreten für den christlichen Glauben folgendermaßen kommentiert hatte: „Dorther kommt ja offensichtlich sein Problem, den Job als Profifußball-Trainer mit seiner privaten Lebenssituation verbinden zu können.“ Am 27. April 2011 erklärte Schaefer schließlich seinen sofortigen Rücktritt als Cheftrainer. Die Betreuung der Mannschaft für den Rest der Saison übernahm Finke.
Zur neuen Saison, ab dem 1. Juli 2011, übernahm Schaefer den Posten des Talent-Koordinators. Ab dem 12. April 2012 war er wieder Cheftrainer des Vereins. Er übernahm das Amt von Ståle Solbakken, den die Vereinsführung wegen anhaltender Erfolglosigkeit am selben Tag freistellte, zunächst bis zum Saisonende. Nachdem Schaefer mit Köln den Klassenerhalt nicht geschafft hatte und in die 2. Bundesliga abgestiegen war, gab er am 5. Mai 2012 bekannt, dass er das Amt des Cheftrainers wieder niederlegen und eine andere Funktion im Verein bekleiden werde.
Am 22. Mai 2012 stellte Köln das neue Führungstrio vor. Neben Cheftrainer Holger Stanislawski und dem Leiter für Kaderplanung und Transfermanagement, Jörg Jakobs, bekleidete Schaefer das Amt des sportlichen Leiters. Vom 1. Juli 2013 bis 31. März 2016 leitete Schaefer das Nachwuchsleistungszentrum (NLZ) des Vereins. Am 27. September 2016 übernahm er die gleiche Funktion bei Fortuna Düsseldorf. Im November 2019 ernannte  Fortuna Düsseldorf Schaefer zum Direktor des Nachwuchsleistungszentrums. Ende Februar 2023 verließ er den Verein auf eigenen Wunsch.
Seit 1. Juli 2023 fungiert Schaefer als leitender Verbandssportlehrer des Fußball-Verbandes Mittelrhein. Im April 2024 gab der 1. FC Köln bekannt, dass Schaefer zudem neben Erich Rutemöller den Vereinsvorstand in dessen Kompetenzteam Sport beraten wird.
Schaefer ist im Besitz der DFB-Fußball-Lehrer-Lizenz.